# Menander I
För andra betydelser, se Menander.

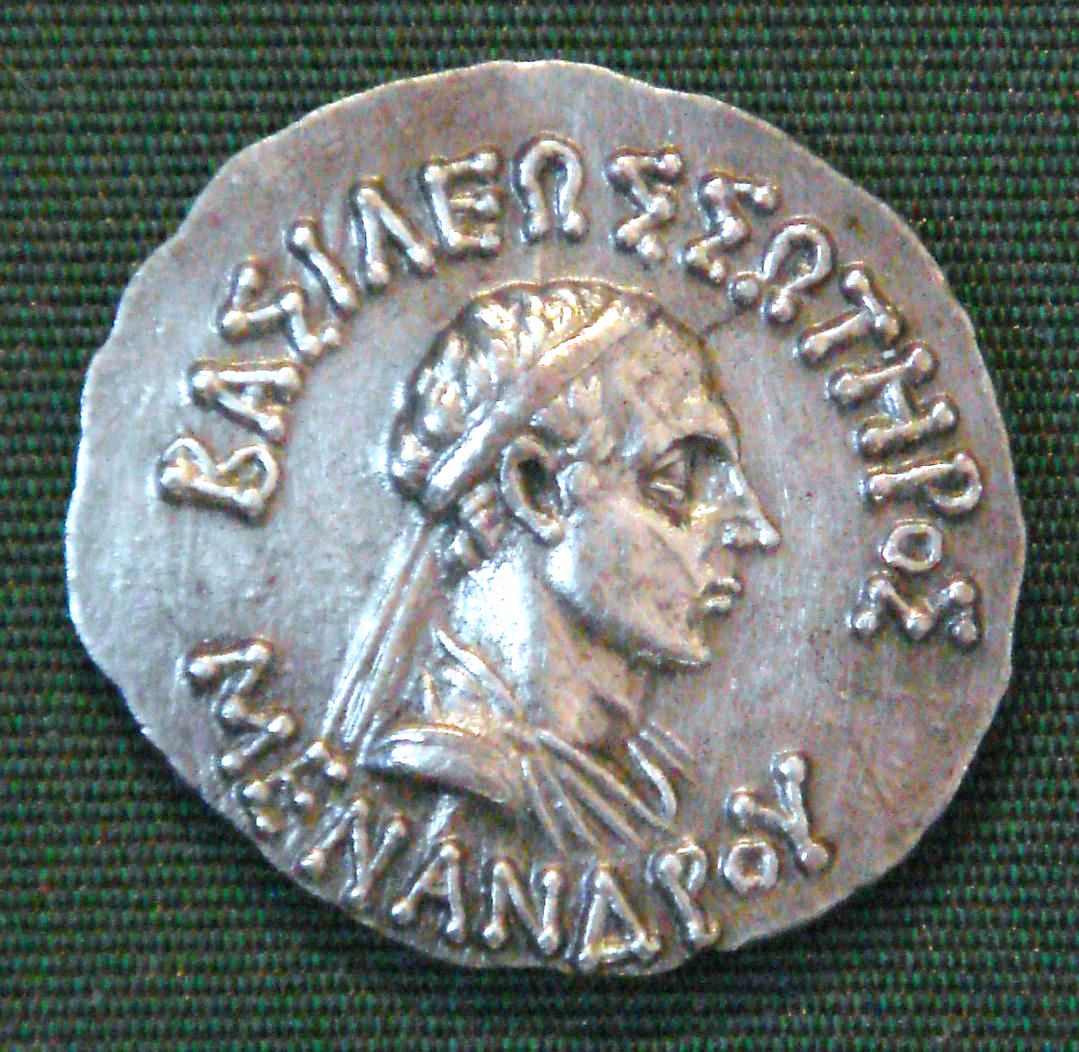
Mynt med bild av Menander

Menander I, eller Menandros I, den förnämste av det omkring år 150 f.Kr. efter det grekisk-baktriska i västra Indien uppvuxna grekisk-indiska rikets konungar, levde 150 f.Kr.-100 f.Kr.
Han behärskade Gujarat och framträngde enligt Strabon (XI, 516) ända till Yamuna (Jumna), enligt indiska källor ända till Pataliputra (Patna)
och belägrade Ayodhya (Oudh). Mynt med M:s prägel (i grekisk och indisk skrift) finns i stort antal från Kabul i Afghanistan till Muttra vid Yamuna. 
M. uppträder under namnet Milinda i buddhistiska skrifter (i nordbuddhistiska Milindra, i tibetanska förmodligen Minara) som yona- eller yavana- (d.v.s. jonier- eller grek-)furste. Viktigast av dessa skrifter är Milindapanho ("Milindas frågor"), utgörande en filosofisk dialog mellan M. och en vis vid namn Nagasena. Häri avhandlas den buddhistiska läran med stort skarpsinne och utvecklad dialektik. I historiskt hänseende är skriften märkvärdig som ett intyg om buddhismens inflytande på den grekiska kulturkretsen i århundradet f. Kr. och omvänt den grekiska kulturens återverkan på den indiska, varom f.ö. andra viktiga intyg finns såväl i de exakta vetenskapernas behandling i Indien som särskilt i den bildande konsten. Milindapanho är avfattad på pali, men möjligen i efterkristlig tid översatt från ett verk på sanskrit, som kan ha uppstått samtidigt med eller strax efter M:s tid. Verkets proveniens är emellertid icke fullt säker.
Efter Menander I splittrades det indo-grekiska riket, och han efterträddes i Gandhara och Punjab av sin son Strato I under förmynderskap av sin änka, Agathokleia, och i Paropamisadae och Arachosia av Zoilos I.